# Lepidopleurida
Lepidopleurida is een orde van keverslakken.

## Taxonomie
De volgende onderorde is bij de orde ingedeeld:
- Lepidopleurina Thiele, 1909